# Tien (Fernsehsender)
Tien (vormals Talpa) war der Name eines kommerziellen Fernsehsenders in den Niederlanden. Sie war Bestandteil der Talpa Media Holding.
Der Name „Talpa“ ist das lateinische Wort für Maulwurf, mol im Niederländischen, das sich auf den Nachnamen des Gründers John de Mol bezieht. Talpa wurde offiziell eröffnet am 13. August 2005. Er sendete zunächst nur abends und teilte sich den Kanal mit Nickelodeon. Am 16. Dezember 2006 wurde der Sender zu „Tien“ umbenannt und weitete sein Programm auf 24 Stunden aus. 
Nach einem Einstieg von John de Mol bei RTL Nederland ging Tien am 18. August 2007 in dem neuen Sender RTL 8 auf.